# تپه ملت یری
تپه ملت یری مربوط به هزاره ۱- اوایل دوران‌های تاریخی پس از اسلام است و در شهرستان نمین، بخش ویلکیچ شمالی، روستای کله سر واقع شده و این اثر در تاریخ ۱۲ بهمن ۱۳۸۱ با شمارهٔ ثبت ۷۳۹۹ به‌عنوان یکی از آثار ملی ایران به ثبت رسیده است.